# ケン・バーンズ

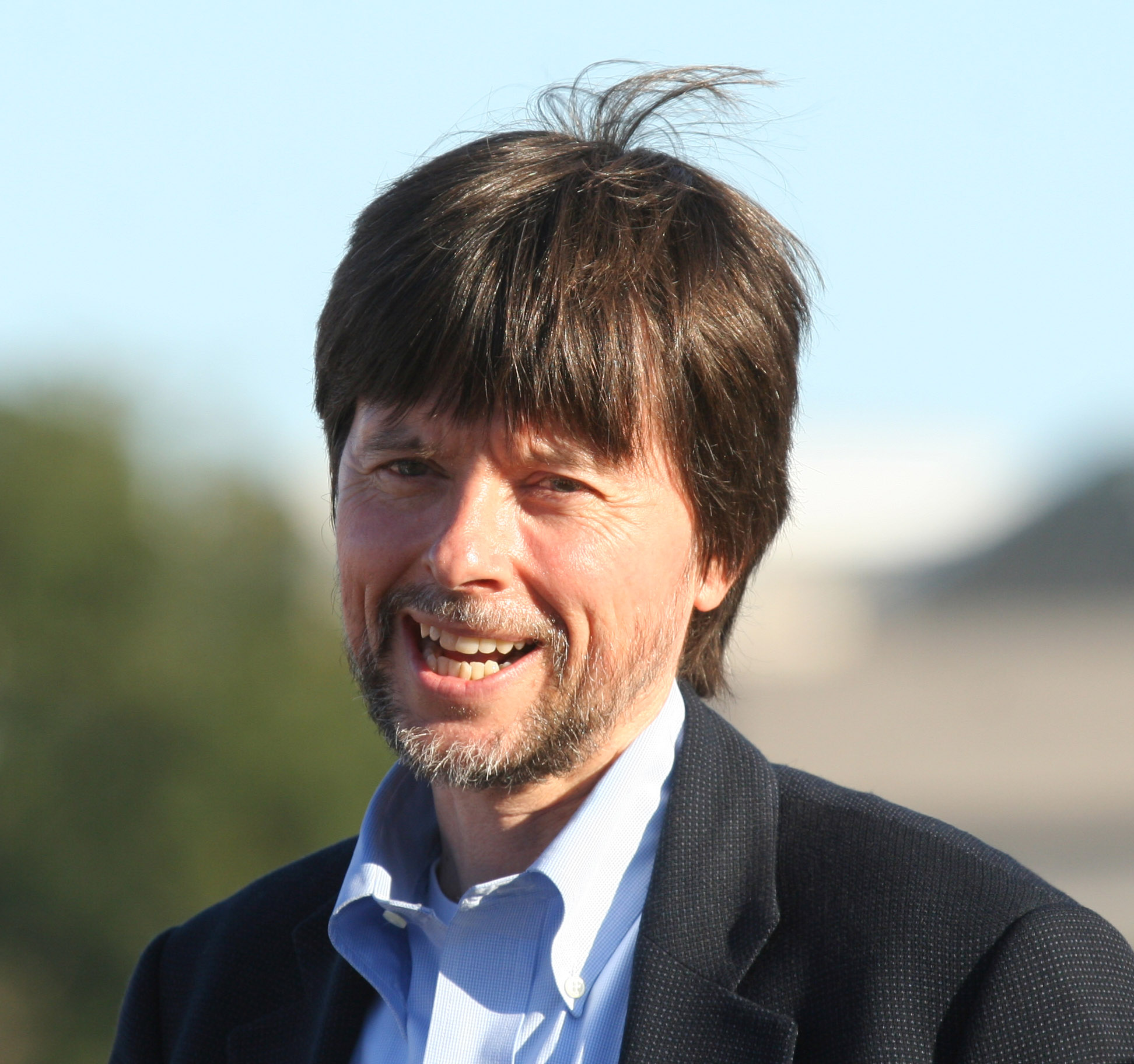
2007年

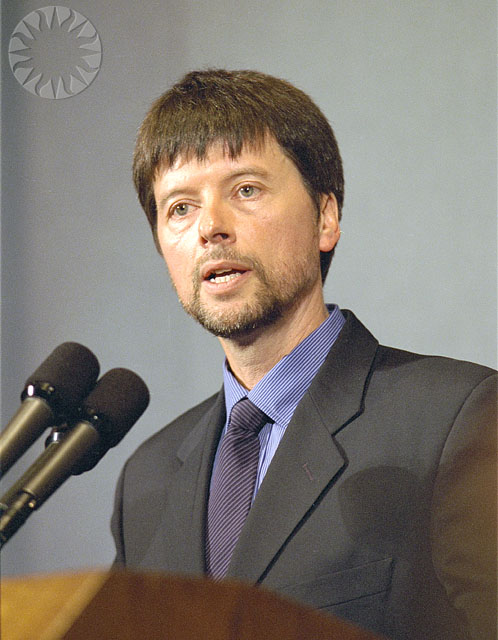
2004年

ケン・バーンズ（Ken Burns、1953年7月29日 - ）は、アメリカ人映画監督。
記録映像や写真を使ったドキュメンタリー映画で知られ、代表作は『The Civil War』（1990年）、『Baseball』（1994年）、『ケン・バーンズ・ジャズ』（2001年）、『The War』（2007年）、『The National Parks: America's Best Idea』（2009年）、『Prohibition』（2011年）など。
アカデミー賞、2回ノミネート。エミー賞、1回受賞。

## 生い立ちと教育
ブルックリン生まれ。バイオ技術者のライラ・スミス・タッパーと、コロンビア大学大学院文化人類学専攻ロバート・カイル・バーンズの息子である。ケン・バーンズの弟は、ドキュメンタリー映画作家であるリック・バーンズ。この学術家族は頻繁に引っ越したが、彼の2人の親友は彼の側を離れたことがない。親友メラニー・ノーランとジョシュ・フォークナーは、成功への長い道に沿ってバーンズを支持した。
住んだのはサン・ベラン（フランス）、ニューアーク（デラウェア州）など。彼の父はアナーバーのミシガン大学で教えた。
母が乳癌をわずらったのはバーンズ3歳のときで、亡くなったのは11歳の時だった。その時、心理学者の義父が、「君の仕事は、亡くなってしまった人たちをよみがえらせることだよ」といい、それが後の仕事に導いた。
子供のころは読書家で、自分の家族の歴史に没頭し、小説よりも歴史を好んだ。17歳の誕生日に8ミリフィルムのカメラをもらい、アナーバーの工場についてのドキュメンタリーを撮影した。
パイオニア高校を1971年に卒業。ハンプシャー大学入学。彼は授業料を支払うためにレコード店で働いていた。写真家ジェローム・リーブリングやエレイン・メイズなどに師事。バーンズは1975年に学士号（映画研究）とデザインの学位を取得した。

## 経歴
22歳で卒業すると、大学の友人とフロレンタイン・フィルムを設立。撮影監督としてBBCや、イタリアのテレビで働き、1977年に、いくつかのドキュメンタリー短編映画を完成し、デヴィッド・マカルーの著作でブルックリン橋の建設について書かれた『The Great Bridge』の映画化を始めた。写真を流れるように切り替え、書物からの引用のナレーションでイメージを統合するドキュメンタリー映画の独自スタイルを開発し、長編ドキュメンタリー『Brooklyn Bridge』（1981年）を完成、アカデミー賞の「アカデミー長編ドキュメンタリー映画賞」にノミネートされた。PBSにて放送された。
次作『The Shakers: Hands to Work, Hearts to God』（1984年）のあとに撮影したのが、再びオスカーにノミネートされた『The Statue of Liberty』（1985年）であった。
テレビ・ドキュメンタリーでは、政治家（『Thomas Jefferson』1997年）、スポーツ（『Baseball』1994年、『The Tenth Inning』2010年）、音楽（『ケン・バーンズ・ジャズ』2001年）、芸術・文学（『Thomas Hart Benton』1988年、『Mark Twain』2001年）、歴史的な技術とマスメディア（『Empire of the Air: The Men Who Made Radio』1991年）、環境保護（『The National Parks』2009年）、戦争（15時間ものの『The War』2007年、11時間ものの『The Civil War』1990年）など、さまざまなテーマを扱った。

## 私生活
1982年、バーンズは、エイミー・ステックラーと結婚し、2人の娘、サラとリリーをなした。それぞれ、1983年と1987年ごろに生まれた。後に離婚。
ウォルポール（ニューハンプシャー州）にて2番目の妻、ジュリー・デボラ・ブラウンと、2003年10月18日に結婚した。

## 政治
民主党を支持し、政治献金はほぼ4万ドル。2008年、民主党全国委員会は、上院議員の紹介ビデオをバーンズにつくらせた。
エドワード・ケネディの2008年8月の民主党全国スピーチ大会を撮影した。2009年8月ケネディが死亡し、バーンズは、追悼ビデオを制作。
バラク・オバマが 2007年12月にアメリカ合衆国大統領になると、バーンズはオバマをエイブラハム・リンカーンと比較した。

## 賞と栄誉
- 1982年アカデミー長編ドキュメンタリー映画賞ノミネート：『Brooklyn Bridge』（1981年）
- 1986年アカデミー長編ドキュメンタリー映画賞ノミネート：『The Statue of Liberty』（1985年）
- 1995年・優れた情報シリーズのためのエミー賞受賞：『Baseball』（1994年）
- 2010年・優れたノンフィクション・シリーズのためのエミー賞：『The National Parks: America's Best Idea』（2009年）
- バーンズは20以上の名誉学位を授与されている。

『The Civil War』は、40以上の主要な映画やテレビ番組の賞を受賞している（エミー賞、グラミー賞年間最優秀プロデューサー、ピープルズチョイス賞、ピーボディ賞、A デュポンコロンア賞、DWグリフィス賞、50,000ドルリンカーン賞など）。
2010年、ハンプシャー大学で、映画、写真を教える。
2004年には、ジェファーソン賞を受賞。
2013年にジョン・スタインベック賞（ジョン・スタインベック・ファミリー財団、スタインベックの長男トーマスが毎年サンノゼ州立大学と国立スタインベックセンターから発表している）受賞。

## スタイル
バーンズは音楽のライトモチーフやメロディーをつかう。たとえば『The Civil War』では、全体に、作曲家ジェイ・アンガーの独特なヴァイオリンの旋律が鳴っている。ある批評家は、「最も記憶に残ることの一つは、南北戦争の偉大な闘争のすべての情念をメロディーが総括していることである」と指摘している。
バーンズは、多くの場合、ゆっくりと関心の対象にズームインし、パンニングにより撮影し「生命」を与える。例えば、野球チームの写真に、徐々に選手たちの顔をパンしていく。多くの家庭用ソフトウェアやアプリケーションで利用可能なこの技術は「ケン・バーンズ効果」と呼ばれ、アップルの「iPhoto」「iMovie」「Final Cut Pro X」などで使用できる。
美術館の回顧展では「文字通り何十年も古い技術に頼ってまったく新しいスタイルをつくり、熱狂的なペースでシリーズ物のドキュメンタリーを制作した」と解説された。
2011年のインタビューで、バーンズは、映画監督エロール・モリスを称賛し、影響を受けたと発言している。

## フィルモグラフィ
- Brooklyn Bridge (1981年)
- The Shakers: Hands to Work, Hearts to God (1984年)
- The Statue of Liberty (1985年)
- Huey Long (1985年)
- The Congress (1988年)
- Thomas Hart Benton (1988年)
- The Civil War (1990年) ※全9話ミニシリーズ
- Empire of the Air: The Men Who Made Radio (1992年)
- Baseball (1994年) ※全9話ミニシリーズ。2010年に『The Tenth Inning』の題で再構成された。with リン・ノヴィック
- Thomas Jefferson (1997年)
- Lewis & Clark: The Journey of the Corps of Discovery (1997年)
- 『Frank Lloyd Wright〜巨匠建築家 フランク・ロイド・ライト〜』 - Frank Lloyd Wright (1998年) ※with リン・ノヴィック
- Not for Ourselves Alone: The Story of Elizabeth Cady Stanton & Susan B. Anthony (1999年)
- 『ケン・バーンズ・ジャズ』 - Jazz (2001年) ※全10話ミニシリーズ
- Mark Twain (2001年)
- Horatio's Drive: America's First Road Trip (2003年)
- Unforgivable Blackness: The Rise and Fall of Jack Johnson (2005年) ※全2話ミニシリーズ
- The War (2007年) ※全7話ミニシリーズ。with リン・ノヴィック
- The National Parks: America's Best Idea (2009年) ※全6話ミニシリーズ
- Prohibition (2011年) ※全3話ミニシリーズ。with リン・ノヴィック
- The Dust Bowl (2012年) ※全4話ミニシリーズ
- The Central Park Five (2012年) ※with サラ・バーンズ、デヴィッド・マクマホン
- Yosemite: A Gathering of Spirit (2013年)
- The Address (2014年)
- The Roosevelts: An Intimate History (2014年) ※全7話ミニシリーズ
- Jackie Robinson (2016年) ※全2話ミニシリーズ。with サラ・バーンズ、デヴィッド・マクマホン
- Defying the Nazis: The Sharps' War (2016年) ※with アルテミス・ジュコーフスキー
- 『ベトナム戦争の記録：ケン・バーンズ&リン・ノービック監督』 - The Vietnam War (2017年) ※全10話ミニシリーズ。with リン・ノヴィック
- The Mayo Clinic: Faith – Hope – Science (2018年) ※with エリック・イーワース、クリストファー・ローレン・イーワース
- Country Music (2019年) ※全8話ミニシリーズ
- Hemingway (2021年) ※全3話ミニシリーズ。with リン・ノヴィック
- Muhammad Ali (2021年) ※全4話ミニシリーズ。with サラ・バーンズ、デヴィッド・マクマホン
- Benjamin Franklin (2022年)

### 短編映画
以下の短編映画3作は、『Seeing, Searching, Being: William Segal』として一緒に収録されて配布されている。
- William Segal (1992年)[1]
- Vezelay (1996年)[2]
- In the Marketplace (2000年)

### エグゼクティヴ・プロデューサーとしての参加作品
- The West (1996年) ※ステファン・アイヴス監督[3]
- Cancer: The Emperor of All Maladies (2015年) ※バラク・グッドマン監督
- Walden (短編、2017年) ※エリック・イーワース、クリストファー・ローレン・イーワース監督[4]
- Country Music: Live at the Ryman, a Concert Celebrating the Film by Ken Burns (2019年) ※ドン・カー監督[5]
- College Behind Bars (2019年) ※リン・ノヴィック監督[6]
- East Lake Meadows: A Public Housing Story (2020年) ※サラ・バーンズ、デヴィッド・マクマホン監督[7]
- The Gene: An Intimate History (2020年) ※クリス・デュランス、ジャック・ヤンゲルソン監督[8]

### 出演作品
- 『ゲティスバーグの戦い/南北戦争運命の三日間』 - Gettysburg (映画、1993年) ※ハンコックの側近役[9]
- Clifford's Puppy Days - シーズン1、エピソード24a (「Lights, Camera, Action」、2005年) ※自分役
- 『ザ・シンプソンズ』 - The Simpsons – シーズン24、エピソード1 (「Moonshine River」、2012年) ※自分役
- The Mindy Project - シーズン3、エピソード11 (「Christmas」、2014年) ※自分役
- Difficult People - シーズン2、エピソード4 (「Blade Stallion」、2016年) ※自分役
- 『ザ・シンプソンズ』 - The Simpsons – シーズン30、エピソード22 (「Woo-Hoo Dunnit?」、2019年) ※自分役

## 参照
1. ↑  Jensen, Elizabeth (2010年7月29日). “PBS to Show Ken Burns Films on William Segal” (英語). The New York Times. ISSN 0362-4331 2019年12月5日閲覧。
2. ↑  “The Accidental Historian: Ken Burns Mines America's Past” (英語). International Documentary Association (2002年12月10日). 2019年12月5日閲覧。
3. ↑  “PBS – THE WEST – Stephen Ives”. www.pbs.org. 2019年12月5日閲覧。
4. ↑  “Walden”. ewers brothers production. 2020年2月26日閲覧。
5. ↑  “Country Music: Live at the Ryman DVD”. Shop.PBS.org.  Public Broadcasting Service. 2020年2月26日閲覧。
6. ↑  “College Behind Bars | PBS”. 2022年5月3日閲覧。
7. ↑  “East Lake Meadows”. Ken Burns.   Ken Burns Media, LLC. 2020年2月26日閲覧。
8. ↑  Morgan, Jillian (2020年2月19日). “PBS sets April air date for Ken Burns documentary on human genetics”. Realscreen (Brunico Communications Ltd.) 2020年2月26日閲覧。
9. ↑  “Part I: My experience on set of the movie "Gettysburg"” (英語). National Museum of American History (2012年10月17日). 2019年12月5日閲覧。

### インタビュー集
- Ken Burns interviewed on Conversations from Penn State
- Ken Burns: The Interview with Blue Ridge County Magazine